# Sangaia
Sangaia é um gênero extinto de Temnospondyli Rhytidosteidae do início do período Triássico do Rio Grande do Sul, Brasil. É conhecida a partir do holótipo UMVT 4302, a metade esquerda de um crânio parcial, um palato parcial, a partir do UMVT parátipo 4303, um fragmento parcial palatina da direita e dos espécimes referidos PV 0497 e PV T MCN 2606, fragmentos do crânio, recuperado na Formação Sanga do Cabral na Grupo Rosário do Sul. Este táxon foi originalmente chamado Cabralia lavinai por Sérgio Dias-da-Silva, Marsicano Claudia e Leandro Cesar Schultz em 2006, mas nome causou problemas com a borboleta brasileira Cabrália (Moore , 1882). Assim, Dias-da-Silva e Marsicano propuseram Sangaia como um nome genérico em substituição no final de 2006.